# Гонардит
Гонардит — мінерал, водний алюмосилікат натрію та кальцію шаруватої будови, група цеолітів.

## Загальний опис
Хімічна формула: Na4Ca2[Al8Si12O40]*14H2O або (Ca, Na)3[(Al, Si)5O10]2•6H2O.
Містить (%): СаО — 10,0; Na2О — 6,7; Al2О3 — 28,1; SiO2 — 42,3; H2O — 14,1.
Сингонія ромбічна (псевдотетрагональна).
Кристали волокнисті з сфероліти з радіальною будовою.
Твердість 4-5.
Густина 2,3.
Безбарвний, білий, рожевий або коричневий.
Знайдений в змінених туфах на Гавайський о-вах разом з філіпситом, шабазитом, натролітом і кальцитом. Головні знахідки відомі у Франції та Норвегії. Дуже рідкісний.